# Spilopopillia sexguttata
Spilopopillia sexguttata är en skalbaggsart som beskrevs av Leon Fairmaire 1887. Spilopopillia sexguttata ingår i släktet Spilopopillia och familjen Rutelidae. Inga underarter finns listade i Catalogue of Life.